# Monismo anómalo
El monismo anómalo es una corriente de la filosofía de la mente, desarrollada por Donald Davidson. Esta postura afirma, por un lado, que todo suceso mental particular es idéntico a un suceso físico particular. Por otro, el monismo anómalo explica que los tipos de sucesos mentales no son idénticos a los tipos de sucesos físicos. Una experiencia particular de dolor d puede, así pues, ser idéntica a un suceso físico f. No obstante, el tipo de suceso «dolor», al que d pertenece, no corresponde a ningún tipo general de sucesos físicos.

## El contexto histórico-filosófico

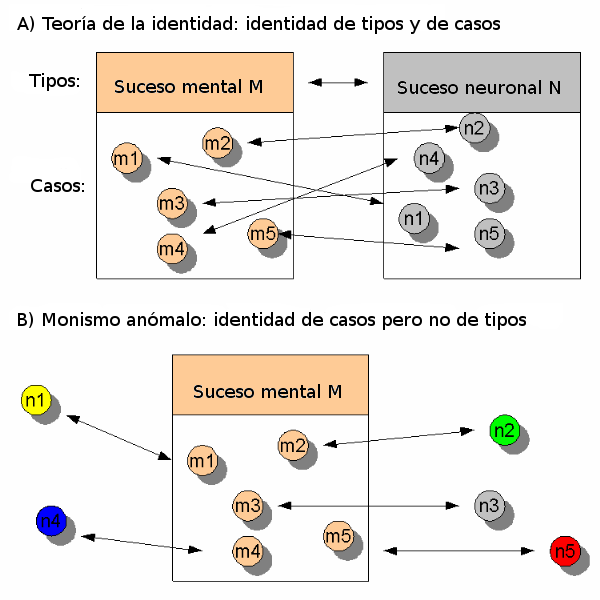
Comparación entre la teoría de la identidad clásica y el monismo anómalo (las flechas indican identidad). En la teoría de la identidad, los casos (token) de sucesos mentales y neuronales pertenecen respectivamente a un tipo, y los tipos son idénticos. En el monismo anómalo los sucesos mentales de un tipo son idénticos a sucesos neuronales de tipos diferentes.

El monismo anómalo es una posición que trata de dar respuesta al problema mente-cuerpo, y por tanto a la naturaleza de los estados o sucesos mentales. Una de las respuestas clásicas a este problema es la teoría de la identidad. Según esta teoría los sucesos mentales no son más que sucesos neuronales. Con «suceso» se quiere significar ahí un tipo de suceso y no sólo un caso de ese suceso. Es fácil entender la diferencia entre tipo y caso. Un caso es un suceso individual, mientras que casos similares forman un tipo. Así, la secuencia de cifras 100101 contiene 6 casos de cifras, pero solo 2 tipos de ellas. Dado que la teoría de la identidad clásica parte de la identidad de los tipos, afirma que siempre que una persona se encuentra, por ejemplo, en el estado de sentir dolor, se encuentra también en el mismo estado neuronal. 
La teoría de la identidad clásica de la década de los 50, pronto fue objeto de críticas. Hilary Putnam argumentó, alrededor de 1967, que la teoría de la identidad es empíricamente falsa, para lo cual se apoyó en el ya famoso argumento de la realización múltiple. Como reacción al problema de la identidad, en los años 70 se desarrollaron posiciones alternativas. Mientras Hilary Putnam, Jerry Fodor y otros formulaban el funcionalismo, Donald Davidson elaboró el monismo anómalo. En contraposición al funcionalismo, el rechazo de Davidson de la teoría de la identidad se basa, más que en la realización múltiple, en supuestos sobre la racionalidad.
Davidson rechaza el dualismo, pese a que es de la opinión de que los tipos de sucesos mentales no pueden reducirse a tipos de sucesos neuronales. La solución que propone es la siguiente: Si bien los tipos no son idénticos entre sí, cada suceso mental individual –cada caso– es, no obstante, idéntico a un suceso físico. Tal posición es a menudo encuadrada dentro del materialismo no reductivo, si bien algunos críticos, como Jaegwon Kim (Kim, 1996) ponen en duda que el monismo anómalo sea siquiera una posición materialista.

## El argumento central en favor del monismo anómalo
En su clásico artículo Mental Events «Sucesos mentales» (Davidson, 1980), de 1970, Donald Davidson llega al monismo anómalo a través de tres supuestos aparentemente incompatibles:
1. Los sucesos mentales interactúan causalmente con sucesos físicos, unos pueden ser causa de los otros.
2. Los sucesos que causan otros sucesos caen bajo una estricta –esto es, sin excepciones– ley natural.
3. No hay ninguna ley natural estricta acerca de los sucesos mentales.

Estos tres supuestos parecen contradecirse, ya que el 2.º y el 3.º parecen implicar la negación del 1.º, el 1.º y el 2.º la negación del 3.º, y el 1.º y el 3.º la negación del 2.º Davidson, no obstante, tiene a los tres por verdaderos, por lo que intenta elaborar una posición que satisfaga los tres supuestos. Esta es, a su juicio, el monismo anómalo.
El monismo anómalo interpreta los supuestos 1 y 3 de la siguiente manera:

1* Los sucesos mentales individuales (casos) interactúan causalmente con sucesos físicos, unos pueden ser causa de los otros y viceversa.

3* No hay leyes naturales estrictas acerca de los tipos de sucesos mentales.

El supuesto 1* es válido, ya que todo suceso mental individual es idéntico a un suceso físico, y en cuanto suceso físico cae también, en el sentido del supuesto 2, bajo una estricta ley natural. Esta suposición conforma la parte monista de la filosofía de Davidson. No obstante, aun cuando todo suceso mental, en cuanto suceso físico, cae bajo una estricta ley natural, no existen leyes psicológicas o psicofísicas generales. En virtud de esta tesis, Davidson da a su filosofía la denominación de «anómala» (de «nomos», ley).
El argumento central de Davidson en favor del monismo anómalo tiene por tanto la forma de una conclusión obtenida a partir de la mejor explicación posible. Los supuestos 1 y 3 son ciertos. Sólo si el monismo anómalo es cierto puede explicarse que los supuestos 1 y 3 sean ciertos. Luego el monismo anómalo es cierto.

## Interacción
El primer supuesto del argumento central de Davidson dice que los sucesos mentales y físicos se causan recíprocamente. Este supuesto es intuitivamante muy plausible, ya que se corresponde con lo dicta el sentido común. Parece evidente que el miedo (suceso mental) puede provocar una huida (suceso físico). No obstante, hay posiciones filosóficas que niegan la interacción entre sucesos mentales y físicos. Así, el epifenomenalismo, por ejemplo, sostiene que los sucesos mentales no pueden causar sucesos físicos, y el materialismo eliminativo niega cualquier tipo de interacción, ya que afirma que en realidad no hay sucesos mentales.
Más importante que estos conflictos es la duda de que el propio monismo anómalo satisfaga el primer supuesto. A Davidson se le objeta una y otra vez que su posición desemboca en una forma de epifenomenalismo. Al fin y al cabo, los sucesos mentales solo en cuanto sucesos físicos pueden ser causa. Los sucesos mentales en cuanto sucesos mentales no tienen ningún poder causal. Algunos como afirman, incluso, que no queda en absoluto claro si en el marco del monismo anómalo los sucesos mentales representan siquiera algún papel. En este sentido, la posición de Davidson desemboca, a su pesar, en una forma de materialismo eliminativo.

## Leyes estrictas
El segundo supuesto de Davidson dice que los sucesos que causan otros sucesos están sometidos a una estricta ley natural. Resulta sorprendente que, durante décadas, Davidson haya dado por hecho este discutido supuesto sin ofrecer una argumentación en su favor. No trató de fundamentar este supuesto hasta 1995, en su artículo Laws and Cause. Davidson explica ahí que las leyes estrictas son una consecuencia de la idea de causación entre los sucesos físicos. Sin embargo, muchos rechazan que esto baste para fundamentar el discutido supuesto, aunque también hay que señalar que Davidson considera el segundo supuesto como fundamentado intuitivamente.
Esto es sorprendente, ya que de ningún modo parece claro que la causalidad presuponga siempre leyes estrictas. Las leyes causales de la vida diaria no siempre son estrictas. La frase "Fumar le provocó cáncer" no presupone que exista una ley estricta que ligue el fumar con el cáncer. A esto replica Davidson que, no obstante, existen estrictas leyes físicas que ligan el fumar con el cáncer de pulmón. Sin embargo, incluso en el plano del acontecer físico, básico, la cuestión de las leyes estrictas sigue siendo discutible. Así, en la Filosofía de la ciencia han resurgido las concepciones indeterministas, como la formulada, por ejemplo, por Nancy Cartwright. Davidson rechazó esta objeción explicando que leyes estrictas y leyes deterministas no son lo mismo (Davidson, 1980, p. 216). Queda aún la cuestión de si Davidson puede hallar una explicación adecuada de "estricto" que haga plausible el supuesto de que no hay leyes estrictas acerca de los sucesos mentales.

## La anomalía de lo mental
El tercer supuesto del argumento central de Davidson dice que no hay leyes naturales estrictas acerca de los sucesos mentales. Esta tesis del carácter anómalo de lo mental ha desencadenado largos debates filosóficos. La tesis de Davidson en este punto no es la de que no pueda existir, por principio, ninguna ley física o psicofísica. Las hay, naturalmente; por ejemplo, «Si alguien tiene sed, bebe algo» o «Si alguien se corta un dedo, siente dolor». No obstante, Davidson señala que esas leyes tienen siempre un carácter ceteris paribus y no son estrictas leyes naturales, como por ejemplo la ley newtoniana de la caída de los cuerpos.
La tesis de la anomalía de lo mental presupone en todo caso la falsedad de la teoría de la identidad de los tipos. Si esta fuera verdadera, entonces habría leyes psicofísicas estrictas de la forma M si y sólo si N, donde «M» sería un tipo de suceso mental y «N» un tipo de suceso neuronal. La argumentación de Davidson en favor de la anomalía de lo mental desemboca, por tanto, en una crítica de la teoría de la identidad (de los tipos) clásica. De todos modos, no queda muy claro cómo sigue la argumentación de Davidson, lo que ha llevado a diversas interpretaciones. No obstante, queda fuera de toda discusión que Davidson atribuye a lo mental propiedades que hacen que leyes psicofísicas estrictas sean inadmisibles, y que dos de las propiedades fundamentales de lo mental son la racionalidad y el holismo.

### El argumento de la racionalidad
Las reflexiones de Davidson acerca de la racionalidad están estrechamente relacionadas con sus argumentos relativos a la filosofía del lenguaje y a la teoría del conocimiento. Si se quiere atribuir convicciones a una persona, según Davidson, por el principle of charity ("principio de caridad") ha de presuponerse que la mayoría de las convicciones de la persona son auténticas y racionales. De otro modo, no sería siquiera posible su comprensión.
A la vista de esto, una posible lectura del argumento de Davidson reza como sigue: El principio de caridad tiene como consecuencia que la atribución de convicciones puede siempre revisarse a la luz de nuevos conocimientos sobre el sistema de convicciones de una persona. Supongamos que existe una ley estricta que liga una convicción C a un estado físico F. Si luego, a la luz de un mayor conocimiento de las convicciones de una persona, deja de atribuírsele C, tampoco podría ya atribuírsele F. Pero esto es absurdo, puesto que las opiniones sobre estados físicos no pueden ser revisables en virtud del conocimiento de las convicciones.

### El argumento holístico
La argumentación de Davidson es en favor de la anomalía de lo mental remite también a su tesis del holismo de lo mental. Según esta tesis, a una persona no puede atribuírsele sólo un suceso mental individual, sino que un suceso mental siempre presupone otros sucesos mentales. Pongamos un ejemplo: Una persona puede tener el convencimiento de que ha recibido un ingreso, solo bajo el supuesto de que tiene otros convencimientos. Ha de saber, por ejemplo, qué es el dinero y ha de creer que tiene una cuenta a la que transferir el dinero.
Ahora Davidson argumenta como sigue: Premisa 1) Los sucesos mentales solo pueden tener lugar bajo la condición de que se den otros sucesos mentales. Premisa 2) Los sucesos neuronales pueden tener también lugar sin más sucesos mentales. Premisa 3) Si la premisa 1 y la premisa 2 son ciertas, entonces los sucesos mentales y los sucesos neuronales no son idénticos. Conclusión: Los sucesos mentales y neuronales no son idénticos.

## Perspectiva y crítica
El monismo anómalo ha recibido críticas desde perspectivas diversas. Por un lado, se pone en duda que los argumentos de Davidson en favor de la anomalía de lo mental sean acertados. Otro punto de crítica es el que se refiere a la cuestión de cómo puede entenderse una identidad de casos sin identidad de tipos. Si la identidad de casos es cierta, hay un único suceso físico f1 que corresponde al tipo de suceso mental «percepción del color azul», mientras que otro suceso físico f2 no corresponde a ese tipo de suceso. Sin embargo, el monismo anómalo no parece dar respuesta a por qué esto es así. Además, los sucesos físicos que hacen realidad la percepción del color azul no tienen ninguna propiedad física común, pues, de otro modo, se corresponderían con un tipo común de sucesos físicos. Por último, en el monismo anómalo queda sin resolver el problema de los qualia, esto es, la cuestión de cómo es posible que determinados procesos neuronales estén ligados a la experiencia vivida.
Todo esto ha llevado a considerar el monismo anómalo como una importante posición dentro de la Filosofía de la mente; sin embargo, la mayoría no lo considera la solución al problema mente-cuerpo. Por otra parte, esta posición ha permanecido siempre muy ligada a Donald Davidson y hay pocos filósofos que la hayan hecho suya y contribuido a su desarrollo posterior. No obstante, el neurocientífico Gerhard Roth mantiene una posición similar a la de Davidson.

## Enlaces
- Entrada (en inglés) de la Stanford Encyclopedia of Philosophy
- Bibliografía Archivado el 24 de marzo de 2006 en Wayback Machine. (reunida por David Chalmers)

- Datos: Q567546